# Алтернативно социалистическо обединение (независими)
Алтернативно социалистическо обединение (независими), съкращавано като АСО (н), е българска политическа партия.
Първоначално се обособява като фракция в Българската комунистическа партия на 16 декември 1989 г. под името Алтернативно социалистическо обединение. Целта на обединението е БКП да се реформира от комунистическа в социалдемократическа партия.
На 5 януари 1990 г. се състои първата национална конференция на АСО, на която са приети платформа и програма за действие. Набелязани са 4 основни цели:
- разделяне на Партията от държавата
- деболшевизация на БКП
- преход към пазарна икономика
- приемане на основните ценности на Социалистическия интернационал – свобода, справедливост, солидарност

На изборите за Велико народно събрание, проведени на 10 и 17 юни 1990 г. партийната фракция АСО е със самостоятелна листа.
На 20 октомври 1990 г. обединението взема решение за излизане от БСП и обособяване като самостоятелна партия. На 4 септември 1991 г. е проведено учредителното събрание, на което са избрани 2 съпредседатели - Манол Манолов и Недялко Йорданов, а на 25 септември същата година партията официално е регистрирана в Софийския градски съд под името Алтернативно социалистическо обединение (независими).
На 10 март 1993 г. АСО (н), заедно с още 3 социалдемократически формации – БСДП, БРСДП и СДК „Европа“ учредяват Българския социалдемократически съюз, който участва на парламентарните избори през 1994 г. в състава на политическата коалиция Демократична алтернатива за републиката (ДАР). В листите има 3 членове на АСО (н).
АСО (н) участва на президентските избори през 1996 г., като издига за свой кандидат Любомир Стефанов Архив на оригинала от 2014-04-08 в Wayback Machine.. Той събира 6056 гласа (0,14% от гласовете).

През 2017 г. Софийска градска прокуратура внася искане за разпускане на партията поради неучастие повече от 5 години в избори. С решение на СГС ОТ 10.04.2018 партията е прекратена на основание чл.40,ал.1,т.3 от ЗПП./ неучастие в избори /.